# Cherif Hamani
Pour les articles homonymes, voir Hamani.
 (juin 2024).
La mise en forme du texte ne suit pas les recommandations de Wikipédia : il faut le « wikifier ».
Les points d'amélioration suivants sont les cas les plus fréquents :
- Les titres sont pré-formatés par le logiciel. Ils ne sont ni en capitales, ni en gras.
- Le texte ne doit pas être écrit en capitales (les noms de famille non plus), ni en gras, ni en italique, ni en « petit »…
- Le gras n'est utilisé que pour surligner le titre de l'article dans l'introduction, une seule fois.
- L'italique est rarement utilisé : mots en langue étrangère, titres d'œuvres, noms de bateaux, etc.
- Les citations ne sont pas en italique mais en corps de texte normal. Elles sont entourées par des guillemets français : « et ».
- Les listes à puces sont à éviter, des paragraphes rédigés étant largement préférés. Les tableaux sont à réserver à la présentation de données structurées (résultats, etc.).
- Les appels de note de bas de page (petits chiffres en exposant, introduits par l'outil «  Source ») sont à placer entre la fin de phrase et le point final[comme ça].
- Les liens internes (vers d'autres articles de Wikipédia) sont à choisir avec parcimonie. Créez des liens vers des articles approfondissant le sujet. Les termes génériques sans rapport avec le sujet sont à éviter, ainsi que les répétitions de liens vers un même terme.
- Les liens externes sont à placer uniquement dans une section « Liens externes », à la fin de l'article. Ces liens sont à choisir avec parcimonie suivant les règles définies. Si un lien sert de source à l'article, son insertion dans le texte est à faire par les notes de bas de page.
- La présentation des références doit suivre les conventions bibliographiques. Il est recommandé d'utiliser les modèles {{Ouvrage}}, {{Chapitre}}, {{Article}}, {{Lien web}} et/ou {{Bibliographie}}. Le mode d'édition visuel peut mettre en forme automatiquement les références.
- Insérer une infobox (cadre d'informations à droite) n'est pas obligatoire pour parachever la mise en page.

Pour une aide détaillée, merci de consulter Aide:Wikification.
Si vous pensez que ces points ont été résolus, vous pouvez retirer ce bandeau et améliorer la mise en forme d'un autre article.
Cherif Hamani, né en 1956 dans la commune d'Aït Mahmoud (Algérie), est un chanteur, musicien, auteur-compositeur-interprète algérien. Il meurt le 20 octobre 2023, à Bobigny (France), des suites d'une longue maladie.

## Biographie
Cherif Hamani est né en pleine guerre d'Algérie, au printemps 1956, dans le village montagneux de Tagragra ("la roche" en kabyle), commune d’Aït Mahmoud, wilaya de Tizi Ouzou.
Après avoir étudié au conservatoire d'Alger en 1972-1973, Cherif Hamani se révèle au grand public en 1974 à la suite de sa participation à l’émission de Belhanafi et Acherouf Yidir consacrée aux chanteurs amateurs et aux jeunes talents sur les ondes de la chaîne 2 de la Radio algérienne. En tant que musicien, il accompagne plusieurs grands artistes de l'époque (Taleb Rabah, El Hasnaoui Amechtouh,...) dans tournées à travers le pays. En 1981, il participe à la première tournée de Matoub Lounès.
Cherif Hamani sort son premier album en 1979. Le succès de sa chanson A Thala (source d'eau) le propulse sur le devant de la scène artistique kabyle dans les années 1980. Son style musical distinctif, mêlant chanson kabyle et Châabi algérois, en fait l'un des piliers de la musique kabyle. Ses textes évoquent la nostalgie du passé, l'amour, le combat pour la démocratie et la culture amazighe.
En 2014, après huit années d'absence, Cherif Hamani sort son treizième album intitulé «ɣurk a-yul».
À la suite de son décès le 20 octobre 2023, à l'âge de 67 ans, de nombreux artistes (tels que Lounis Ait Menguellet, Ali Meziane, Rabah Asma,...) ont tenu à lui rendre un vibrant hommage. Rapatriée de France, sa dépouille a été exposée à la Maison de la culture de Tizi Ouzou où une foule nombreuse s'est recueillie à sa mémoire. Le wali de Tizi-Ouzou, Djilali Doumi, qualifiera le défunt "d'icône de l’art algérien et de la chanson d’expression kabyle".